# 1997 YR13
1997 YR13 är en asteroid i huvudbältet som upptäcktes den 31 december 1997 av den japanska astronomen Takao Kobayashi vid Ōizumi-observatoriet.
Asteroiden har en diameter på ungefär 12 kilometer och den tillhör asteroidgruppen Themis.